# حسن غنجة
حسن غنجة هو مخرج أفلام مغربي. أخرح عدة أفلام ومسلسلات مغربية، أبرزها الفيلم السينمائي أركانة سنة 2007.

## مسيرته
درس حسن غنجة الإخراج السينمائي في بلجيكا التي استقر بها قرابة عقد من الزمن، وبعد عودته لبلده الأم المغرب، أنجز عددا من الأفلام الروائية القصيرة والمسلسلات التليفزيونية، قبل أن يقدم أول أفلامه السينمائية الطويلة «أركانة» الذي عرض في عدة مهرجانات وملتقيات سينمائية مغربية وعربية. 
من بين أعماله: «جانجاه»، «الحوت الأعمى»، «الفراشة السوداء»، «الذبابة البيضاء».

## وصلات خارجية
- حسن عنجة على موقع africine
- حسن عنجة على موقع africultures